# Veton Berisha
Veton Berisha, född 13 april 1994, är en norsk fotbollsspelare (anfallare) som spelar för Viking FK. Hans äldre bror, Valon Berisha, är även han en professionell fotbollsspelare.

## Klubbkarriär
Den 30 mars 2019 värvades Berisha av Brann, där han skrev på ett fyraårskontrakt. I januari 2020 återvände Berisha till Viking. Den 23 juli 2022 värvades Berisha av Hammarby IF, där han skrev på ett 4,5-årskontrakt. Han gjorde sin debut för klubben den 31 juli 2022 då Hammarby förlorade med 2–1 mot IFK Värnamo på Tele2 Arena.

## Landslagskarriär
Berisha debuterade för Norges landslag den 29 maj 2016 i en 3–0-förlust mot Portugal.